# Мария-Хенриета Австрийска
Мария-Хенриета Австрийска е австрийска ерцхерцогиня и кралица на Белгия – съпруга на белгийския крал Леополд II.

## Произход и ранни години
Мария-Хенриета е родена на 23 август 1836 г. в Будапеща като Мария-Хенриета фон Хабсбург-Лотарингия, ерцхерцогиня Австрийска. Тя е дъщеря на австрийския ерцхерцог Йозеф (1776 – 1847) и на принцеса Мария Доротея Вюртембергска. По бащина линия е внучка на император Леополд II. Заедно с братята и сестрите си Мария-Хенриета израства в Унгария.

## Брак с Леополд
През 1853 г. белгийския крал Леополд I избира Мария-Хенриета за съпруга на сина си Леополд. Планираният брак има чисто династични цели – протестант по рождение, Леополд I цели да продължи и укрепи младата белгийска кралска династия, като я обвърже с влиятелни европейски католически династии, една от които са Хабсбургите. Срещу планирания брак се обявява френският императорски двор и лично Наполеон III, който вижда в него опасна възможност за засилване на австро-унгарското влияние в Европа. Въпреки съпротивата от френска страна, на 22 август 1853 г. във Виена Мария-Хенриета е венчана за белгийския кронпринц Леополд, херцог на Брабант. Скоро след сватбата здравето на Леополд се влошава, поради което двойката заминава на сватбено пътешествие в топъл Египет, където пътуват под псевдонима виконт и виконтеса Д'Арден.
Енергична и темпераментна, в Белгия Мария-Хенриета става известна като жена с отвратителен характер. От самото начало бракът ѝ с Леополд не потръгва и през по-голямата част от съвместния си живот те живеят разделени. Въпреки това Мария-Хенриета ражда на съпруга си четири деца:
- Луиза-Мария Белгийска
- Леополд-Фердинанд
- Стефани Белгийска
- Клементина Белгийска

## Кралица на Белгия
През 1865 г. съпругът на Мария-Хенриета се възкачва на белгийския престол като Леополд II, а Мария-Хенриета е коронована за нова белгийска кралица.
През 1869 г., след едно падане в езеро, единственият син на Мария-Хенриета и Леополд II умира от белодробен оток. Двойката прави последен опит да има син, който завършва с раждането на последната им дъщеря Клементина. Мария-Хенриета осигурява изключително строго възпитание на дъщерите си. Самата тя през по-голямата част от живота си живее в постоянно нещастие и недоволство, а единствената ѝ страст се оказват ездата и отглеждането на унгарски породи коне.
През 1895 г. Мария-Хенриета се оттегля да живее в курорта Спа, провинция Лиеж, отстъпвайки мястото си на първа дама в кралския двор на дъщеря си Клементина. Умира в Отел дьо Миди в Спа на 19 септември 1902 г. Погребана е в кралската крипта на катедралата „Св. Богородица“ в Лакен.